# Папроциці
Папроциці (пол. Paprocice) — село в Польщі, у гміні Нова Слупя Келецького повіту Свентокшиського воєводства.
Населення — 203 особи (2011).
У 1975-1998 роках село належало до Келецького воєводства.

## Демографія
Демографічна структура на день 31 березня 2011 року:
|          | Загалом | Допрацездатний вік | Працездатний вік | Постпрацездатний вік |
| -------- | ------- | ------------------ | ---------------- | -------------------- |
| Чоловіки | 101     | 20                 | 67               | 14                   |
| Жінки    | 102     | 18                 | 56               | 28                   |
| Разом    | 203     | 38                 | 123              | 42                   |